# Major League Baseball 2012
La stagione 2012 della Major League Baseball (MLB) è iniziata il 28 marzo 2012 con la partita giocata tra i Seattle Mariners e gli Oakland Athletics disputata al Tokyo Dome.
L'All Star Game si è svolto il 10 luglio 2012 al Kauffman Stadium di Kansas City in Missouri e ha visto imporsi la selezione della National League su quella dell'American League per 8-0.
Le World Series 2012 sono state vinte dai San Francisco Giants, per la settima volta nella loro storia, che si sono imposti per 4 partite a 0 sui Detroit Tigers.
Rispetto alle edizione precedenti, nel 2012 è stato aumentato il numero delle wild card per la post season che sono diventate 2 per ciascuna lega.

## Regular Season

### American League

#### East Division
| # | Squadra           | Vittorie | Sconfitte | Perc. | Diff. |
| - | ----------------- | -------- | --------- | ----- | ----- |
| 1 | New York Yankees  | 95       | 67        | .586  | -     |
| 2 | Baltimore Orioles | 93       | 69        | .574  | 2.0   |
| 3 | Tampa Bay Rays    | 90       | 72        | .556  | 5.0   |
| 4 | Toronto Blue Jays | 73       | 89        | .451  | 22.0  |
| 5 | Boston Red Sox    | 69       | 93        | .426  | 26.0  |

#### Central Division
| # | Squadra            | Vittorie | Sconfitte | Perc. | Diff. |
| - | ------------------ | -------- | --------- | ----- | ----- |
| 1 | Detroit Tigers     | 88       | 74        | .543  | -     |
| 2 | Chicago White Sox  | 85       | 77        | .525  | 3.0   |
| 3 | Kansas City Royals | 72       | 90        | .444  | 16.0  |
| 4 | Cleveland Indians  | 68       | 94        | .420  | 20.0  |
| 5 | Minnesota Twins    | 66       | 96        | .407  | 22.0  |

#### West Division
| # | Squadra            | Vittorie | Sconfitte | Perc. | Diff. |
| - | ------------------ | -------- | --------- | ----- | ----- |
| 1 | Oakland Athletics  | 94       | 68        | .580  | -     |
| 2 | Texas Rangers      | 93       | 69        | .574  | 1.0   |
| 3 | Los Angeles Angels | 89       | 73        | .549  | 5.0   |
| 4 | Seattle Mariners   | 75       | 87        | .463  | 19.0  |

|  | Vincitore Division |
|  | Wild Card          |

### National League

#### East Division
| # | Squadra               | Vittorie | Sconfitte | Perc. | Diff. |
| - | --------------------- | -------- | --------- | ----- | ----- |
| 1 | Washington Nationals  | 98       | 64        | .605  | -     |
| 2 | Atlanta Braves        | 94       | 68        | .580  | 4.0   |
| 3 | Philadelphia Phillies | 81       | 81        | .500  | 17.0  |
| 4 | New York Mets         | 74       | 88        | .457  | 24.0  |
| 5 | Miami Marlins         | 69       | 93        | .426  | 29.0  |

#### Central Division
| # | Squadra             | Vittorie | Sconfitte | Perc. | Diff. |
| - | ------------------- | -------- | --------- | ----- | ----- |
| 1 | Cincinnati Reds     | 97       | 65        | .599  | -     |
| 2 | St. Louis Cardinals | 88       | 74        | .543  | 9.0   |
| 3 | Milwaukee Brewers   | 83       | 79        | .512  | 14.0  |
| 4 | Pittsburgh Pirates  | 79       | 83        | .488  | 18.0  |
| 5 | Chicago Cubs        | 61       | 101       | .377  | 36.0  |
| 6 | Houston Astros      | 55       | 107       | .340  | 42.0  |

#### West Division
| # | Squadra              | Vittorie | Sconfitte | Perc. | Diff. |
| - | -------------------- | -------- | --------- | ----- | ----- |
| 1 | San Francisco Giants | 94       | 68        | .580  | -     |
| 2 | Los Angeles Dodgers  | 86       | 76        | .531  | 8.0   |
| 3 | Arizona Diamondbacks | 81       | 81        | .500  | 13.0  |
| 4 | San Diego Padres     | 76       | 86        | .469  | 18.0  |
| 5 | Colorado Rockies     | 64       | 98        | .395  | 30.0  |

|  | Vincitore Division |
|  | Wild Card          |

### Record Individuali

#### American League[5][6]
| Stat. | Giocatore      | Squadra            | Totale |
| ----- | -------------- | ------------------ | ------ |
| AVG   | Miguel Cabrera | Detroit Tigers     | .330   |
| HR    | Miguel Cabrera | Detroit Tigers     | 44     |
| RBI   | Miguel Cabrera | Detroit Tigers     | 139    |
| R     | Mike Trout     | Los Angeles Angels | 129    |
| H     | Derek Jeter    | New York Yankees   | 216    |
| SB    | Mike Trout     | Los Angeles Angels | 49     |

| Stat. | Giocatore        | Squadra            | Totale |
| ----- | ---------------- | ------------------ | ------ |
| W     | David Price      | Tampa Bay Rays     | 20     |
| W     | Jered Weaver     | Los Angeles Angels | 20     |
| L     | Ubaldo Jimenez   | Cleveland Indians  | 17     |
| ERA   | David Price      | Tampa Bay Rays     | 2.56   |
| K     | Justin Verlander | Detroit Tigers     | 239    |
| IP    | Justin Verlander | Detroit Tigers     | 238 ⅓  |
| SV    | Jim Johnson      | Baltimore Orioles  | 51     |

- Miguel Cabrera vincitore della Tripla Corona della battuta.

#### National League[7][8]
| Stat. | Giocatore        | Squadra              | Totale |
| ----- | ---------------- | -------------------- | ------ |
| AVG   | Buster Posey     | San Francisco Giants | .336   |
| HR    | Ryan Braun       | Milwaukee Brewers    | 41     |
| RBI   | Chase Headley    | San Diego Padres     | 115    |
| R     | Ryan Braun       | Milwaukee Brewers    | 108    |
| H     | Andrew McCutchen | Pittsburgh Pirates   | 194    |
| SB    | Everth Cabrera   | San Diego Padres     | 44     |

| Stat. | Giocatore       | Squadra              | Totale |
| ----- | --------------- | -------------------- | ------ |
| W     | Gio Gonzalez    | Washington Nationals | 21     |
| L     | Tim Lincecum    | San Francisco Giants | 15     |
| ERA   | Clayton Kershaw | Los Angeles Dodgers  | 2.53   |
| K     | R.A. Dickey     | New York Mets        | 230    |
| IP    | R.A. Dickey     | New York Mets        | 233 ⅔  |
| SV    | Craig Kimbrel   | Atlanta Braves       | 42     |
| SV    | Jason Motte     | St. Louis Cardinals  | 42     |

## Post season

### Tabellone
|  | Division Series | Division Series      | Division Series      |                      |                   | League Championship Series | League Championship Series | League Championship Series |  |  | World Series | World Series   | World Series |
|  |                 |                      |                      |                      |                   |                            |                            |                            |  |  |              |                |              |
|  | 1               | New York Yankees     | 3                    |                      |                   |                            |                            |                            |  |  |              |                |              |
|  | 5               | Baltimore Orioles    | 2                    |                      |                   |                            |                            |                            |  |  |              |                |              |
|  | 5               | Baltimore Orioles    | 2                    |                      | 1                 | New York Yankees           | 0                          |                            |  |  |              |                |              |
|  | American League |                      |                      |                      | 1                 | New York Yankees           | 0                          |                            |  |  |              |                |              |
|  |                 | 3                    | Detroit Tigers       | 4                    |                   |                            |                            |                            |  |  |              |                |              |
|  | 2               | 3                    | Detroit Tigers       | 4                    | Oakland Athletics | 2                          |                            |                            |  |  |              |                |              |
|  | 2               |                      |                      |                      | Oakland Athletics | 2                          |                            |                            |  |  |              |                |              |
|  | 3               | Detroit Tigers       | 3                    |                      |                   |                            |                            |                            |  |  |              |                |              |
|  |                 |                      |                      |                      |                   |                            |                            |                            |  |  | AL3          | Detroit Tigers | 0            |
|  |                 |                      | NL3                  | San Francisco Giants | 4                 |                            |                            |                            |  |  |              |                |              |
|  | 1               | Washington Nationals | 2                    |                      |                   |                            |                            |                            |  |  |              |                |              |
|  | 5               | St. Louis Cardinals  | 3                    |                      |                   |                            |                            |                            |  |  |              |                |              |
|  | 5               | St. Louis Cardinals  | 3                    |                      | 5                 | St. Louis Cardinals        | 3                          |                            |  |  |              |                |              |
|  | National League |                      |                      |                      | 5                 | St. Louis Cardinals        | 3                          |                            |  |  |              |                |              |
|  |                 | 3                    | San Francisco Giants | 4                    |                   |                            |                            |                            |  |  |              |                |              |
|  | 2               | 3                    | San Francisco Giants | 4                    | Cincinnati Reds   | 2                          |                            |                            |  |  |              |                |              |
|  | 2               |                      |                      |                      | Cincinnati Reds   | 2                          |                            |                            |  |  |              |                |              |
|  | 3               | San Francisco Giants | 3                    |                      |                   |                            |                            |                            |  |  |              |                |              |

### Wild Card Game
| Squadra                                         | 1 | 2 | 3 | 4 | 5 | 6 | 7 | 8 | 9 | R | H | E |
| ----------------------------------------------- | - | - | - | - | - | - | - | - | - | - | - | - |
| Baltimore Orioles                               | 1 | 0 | 0 | 0 | 0 | 1 | 1 | 0 | 2 | 5 | 8 | 2 |
| Texas Rangers                                   | 1 | 0 | 0 | 0 | 0 | 0 | 0 | 0 | 0 | 1 | 9 | 2 |
| 05/10/2012 Rangers Ballpark in Arlington, Texas |   |   |   |   |   |   |   |   |   |   |   |   |

| Squadra                                     | 1 | 2 | 3 | 4 | 5 | 6 | 7 | 8 | 9 | R | H  | E |
| ------------------------------------------- | - | - | - | - | - | - | - | - | - | - | -- | - |
| St. Louis Cardinals                         | 0 | 0 | 0 | 3 | 0 | 1 | 2 | 0 | 0 | 6 | 6  | 0 |
| Atlanta Braves                              | 0 | 2 | 0 | 0 | 0 | 0 | 1 | 0 | 0 | 3 | 12 | 3 |
| 05/10/2012 Turner Field in Atlanta, Georgia |   |   |   |   |   |   |   |   |   |   |    |   |

### Division Series
American League
| Data                                  | Squadra di casa   | Squadra ospite    | Ris. |
| ------------------------------------- | ----------------- | ----------------- | ---- |
| 07/10                                 | Baltimore Orioles | New York Yankees  | 2-7  |
| 08/10                                 | Baltimore Orioles | New York Yankees  | 3-2  |
| 10/10                                 | New York Yankees  | Baltimore Orioles | 3-2  |
| 11/10                                 | New York Yankees  | Baltimore Orioles | 1-2  |
| 12/10                                 | New York Yankees  | Baltimore Orioles | 3-1  |
| New York Yankees vincono la serie 3-2 |                   |                   |      |

| Data                                | Squadra di casa   | Squadra ospite    | Ris. |
| ----------------------------------- | ----------------- | ----------------- | ---- |
| 06/10                               | Detroit Tigers    | Oakland Athletics | 3-1  |
| 07/10                               | Detroit Tigers    | Oakland Athletics | 5-4  |
| 09/10                               | Oakland Athletics | Detroit Tigers    | 2-0  |
| 10/10                               | Oakland Athletics | Detroit Tigers    | 4-3  |
| 11/10                               | Oakland Athletics | Detroit Tigers    | 0-6  |
| Detroit Tigers vincono la serie 3-2 |                   |                   |      |

National League
| Data                                      | Squadra di casa      | Squadra ospite       | Ris. |
| ----------------------------------------- | -------------------- | -------------------- | ---- |
| 06/10                                     | San Francisco Giants | Cincinnati Reds      | 2-5  |
| 07/10                                     | San Francisco Giants | Cincinnati Reds      | 0-9  |
| 09/10                                     | Cincinnati Reds      | San Francisco Giants | 1-2  |
| 10/10                                     | Cincinnati Reds      | San Francisco Giants | 3-8  |
| 11/10                                     | Cincinnati Reds      | San Francisco Giants | 4-6  |
| San Francisco Giants vincono la serie 3-2 |                      |                      |      |

| Data                                     | Squadra di casa      | Squadra ospite       | Ris. |
| ---------------------------------------- | -------------------- | -------------------- | ---- |
| 07/10                                    | St. Louis Cardinals  | Washington Nationals | 2-3  |
| 08/10                                    | St. Louis Cardinals  | Washington Nationals | 12-4 |
| 10/10                                    | Washington Nationals | St. Louis Cardinals  | 0-8  |
| 11/10                                    | Washington Nationals | St. Louis Cardinals  | 2-1  |
| 12/10                                    | Washington Nationals | St. Louis Cardinals  | 7-9  |
| St. Louis Cardinals vincono la serie 3-2 |                      |                      |      |

### League Championship Series
American League
| Data                                | Squadra di casa  | Squadra ospite   | Ris. |
| ----------------------------------- | ---------------- | ---------------- | ---- |
| 13/10                               | New York Yankees | Detroit Tigers   | 4-6  |
| 14/10                               | New York Yankees | Detroit Tigers   | 0-3  |
| 16/10                               | Detroit Tigers   | New York Yankees | 2-1  |
| 18/10                               | Detroit Tigers   | New York Yankees | 8-1  |
| Detroit Tigers vincono la serie 4-0 |                  |                  |      |

National League
| Data                                      | Squadra di casa      | Squadra ospite       | Ris. |
| ----------------------------------------- | -------------------- | -------------------- | ---- |
| 14/10                                     | San Francisco Giants | St. Louis Cardinals  | 4-6  |
| 15/10                                     | San Francisco Giants | St. Louis Cardinals  | 7-1  |
| 17/10                                     | St. Louis Cardinals  | San Francisco Giants | 3-1  |
| 18/10                                     | St. Louis Cardinals  | San Francisco Giants | 8-3  |
| 19/10                                     | St. Louis Cardinals  | San Francisco Giants | 0-5  |
| 21/10                                     | San Francisco Giants | St. Louis Cardinals  | 6-1  |
| 22/10                                     | San Francisco Giants | St. Louis Cardinals  | 9-0  |
| San Francisco Giants vincono la serie 4-3 |                      |                      |      |

### World Series
| Data                                      | Squadra di casa      | Squadra ospite       | Ris. |
| ----------------------------------------- | -------------------- | -------------------- | ---- |
| 24/10                                     | San Francisco Giants | Detroit Tigers       | 8-3  |
| 25/10                                     | San Francisco Giants | Detroit Tigers       | 2-0  |
| 27/10                                     | Detroit Tigers       | San Francisco Giants | 0-2  |
| 28/10                                     | Detroit Tigers       | San Francisco Giants | 3-4  |
| San Francisco Giants vincono la serie 4-0 |                      |                      |      |

## Premi
Miglior giocatore della Stagione
|    | Giocatore      | Squadra              |
| -- | -------------- | -------------------- |
| AL | Miguel Cabrera | Detroit Tigers       |
| NL | Buster Posey   | San Francisco Giants |

Rookie dell'anno
|    | Giocatore    | Squadra              |
| -- | ------------ | -------------------- |
| AL | Mike Trout   | Los Angeles Angels   |
| NL | Bryce Harper | Washington Nationals |

Miglior giocatore delle World Series
| Giocatore      | Squadra              |
| -------------- | -------------------- |
| Pablo Sandoval | San Francisco Giants |